# ラジプル・ソナルプル
ラジプル・ソナルプル（ベンガル語：রাজপুর সোনারপুর、Rajpur Sonarpur）は、インドの西ベンガル州の都市である。南24パルガナー県の下位行政区画である。

## 地理
- ラジプル・ソナルプルの位置：北緯22度26分18秒 東経88度25分55秒 / 北緯22.4382026度 東経88.4320450度、標高9m。